# Ineu
Ineu (węg. Borosjenő) – miasto w Rumunii, w okręgu Arad, w Siedmiogrodzie. Liczy 10 tys. mieszkańców (2006).